# غاري فان إيخموند
غاري فان إيخموند (بالإنجليزية: Gary van Egmond)‏ هو مدرب كرة قدم ولاعب كرة قدم أسترالي في مركز الدفاع، ولد في 29 يونيو 1965 في سيدني في أستراليا. شارك مع منتخب أستراليا لكرة القدم. أما مع النوادي، فقد لعب مع رودا كيركراده وسيدني تايغرز وماركوني ستاليونز ونادي بلاكتاون سيتي ووولونغونغ وولفز.

## وصلات خارجية
- غاري فان إيخموند على موقع قاعدة بيانات كرة القدم.إي يو (الإنجليزية)
- غاري فان إيخموند على موقع ناشيونال فوتبول تيمز (الإنجليزية)
- غاري فان إيخموند على موقع عالم كرة القدم.نت (الإنجليزية)
- غاري فان إيخموند على موقع أوليمبيديا (الإنجليزية)